# Kaikenried
Kaikenried (bairisch Goignraid) ist ein Gemeindeteil des Markts Teisnach im niederbayerischen Landkreis Regen.

## Geographie
Das Kirchdorf Kaikenried liegt in der Region Donau-Wald inmitten des Bayerischen Waldes. Ebenso befindet es sich auf dem Gebiet des Naturparkes Bayerischer Wald und gehört zum Bezirk Niederbayern. Kaikenried gehörte vor der Kreisreform 1972 zum Landkreis Viechtach.
Das Dorf wird im Nordosten durch den Fluss Schwarzer Regen, im Südwesten durch den Pfahl und den Bach Flinzbach sowie die Bundesstraße 85 flankiert.
Einige Berge in der Umgebung sind der Vormittagsberg (650 m ü. NHN), das Berliner Kreuz (683 m ü. NHN) und das Hohe Kreuz (609 m ü. NHN).
Kaikenried liegt am Süd-Westhang des Hallerberges, wobei einer dessen höchsten Punkte das Berliner Kreuz ist. Der Hallerberg fällt gegen Nordosten zum Fluss Regen hin ab, sein Wald reicht bis an den Ort heran.
Nachbarorte von Kaikenried sind Aschersdorf, Bärmannsried, Hofstatt, Rollersau, Altenmais, Triendlmühle, Taubeneckern und Busmannsried.

### Verkehr
Durch den Ort verläuft die Kreisstraße REG 18, die von der B 85 bei Arnetsried Richtung Teisnach verläuft. Des Weiteren gibt es die Querverbindungsstraßen Richtung Altenmais nach Sohl oder Arnetsried, sowie die Gemeindeverbindungsstraße Richtung Zuckenried in der Gemeinde Patersdorf, die über den sog. „Unteren Stein“ verläuft.

## Geschichte
Die erste bekannte schriftliche Erwähnung von Kaikenried ist auf das Jahr 1232 datiert. 1811 wurde Kaikenried zu einer eigenständigen Gemeinde, sieben Jahre später wurde die Gemeinde mit Teisnach und Sohl zur Gemeinde Teisnach vereinigt, der Sitz blieb jedoch bis 1912 in Kaikenried. 1982 wurde das 750-jährige Gründungsfest des Ortes gefeiert. In den Jahren 1995 bis 1998 gab es eine Dorferneuerung, in der die Straßen und Plätze des Ortes neu gestaltet wurden.
Die Anfrage zur Errichtung der ersten Kapelle 1739, mehrerer Kapellen folgten. Die heutige Kirche wurde 1960 errichtet.

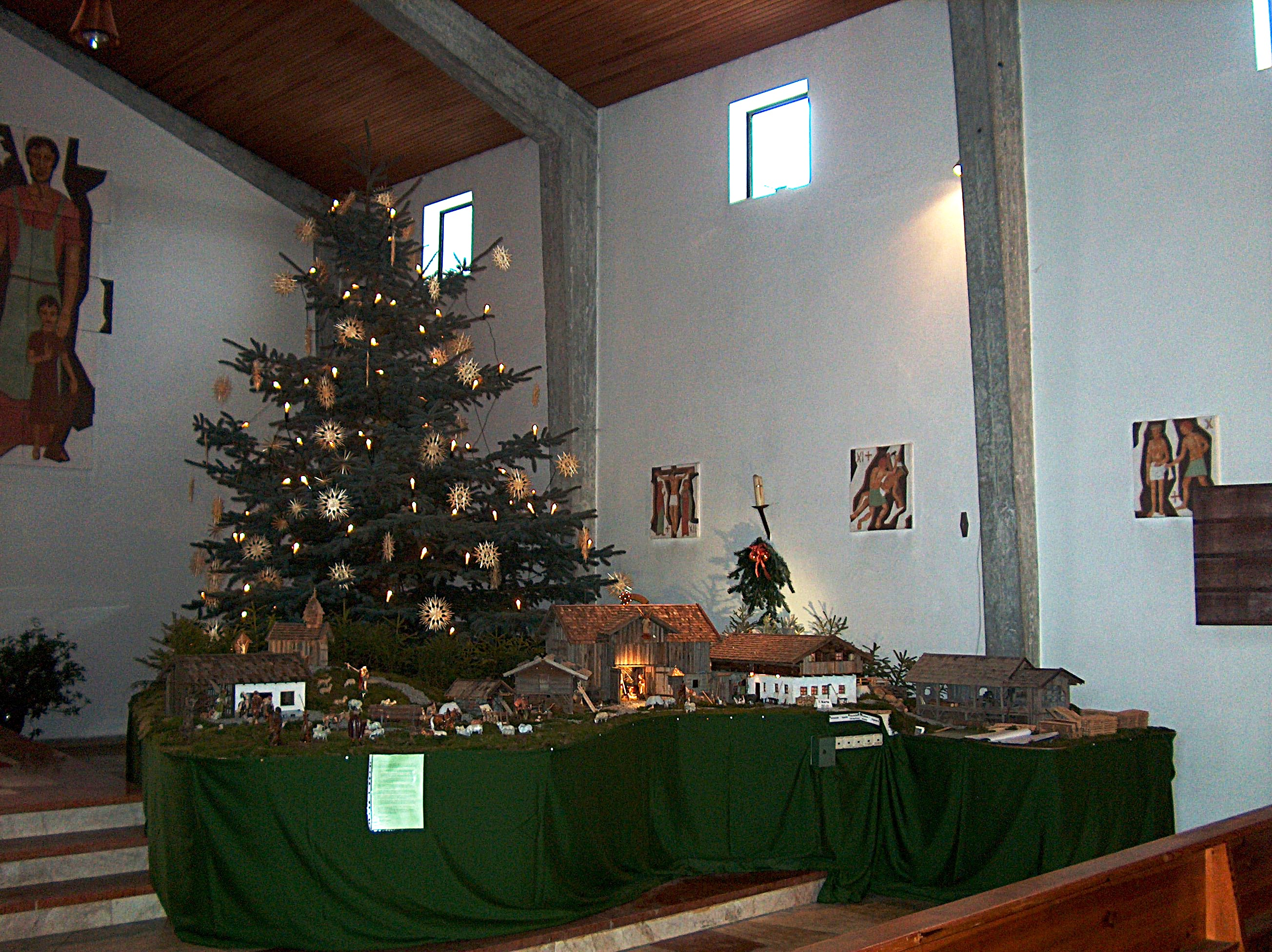
Krippe in der Kirche in Kaikenried, 2005

## Brauchtum und Tradition
Da ein Großteil der Bevölkerung römisch-katholisch ist, werden über das Jahr verschiedene katholische Feiertage begangen.
Ebenso wird auch der Fasching gefeiert, dazu werden von verschiedenen Vereinen Faschingsbälle durchgeführt, in größeren zeitlichen Abständen finden auch Faschingshochzeiten statt.
In der Adventszeit und bis nach Neujahr werden von den Vereinen im Ort und in der Umgebung Christbaumversteigerungen durchgeführt, bei denen Sachgegenstände, Naturalien, Gutscheine und zu guter Letzt ein Christbaum an den jeweils Meistbietenden versteigert werden. Außerdem stellt der „Krippenbauer-Verein“ zahlreiche Krippen aus, die größte und bekannteste davon ist vor dem Altar der Kaikenrieder Kirche zu finden. Dabei handelt es sich um ein 1993 erstmals aufgebaute Krippe in welche etliche historische Gebäude detailliert nach gebaut wurden. Über diese Krippe wurde mehrfach in den Medien berichtet.
Am Volkstrauertag findet ein Gedenken am Kriegerdenkmal bei der Kirche Maria-Himmelfahrt statt.
Des Weiteren gibt es als überliefertes Brauchtum das Maibaumaufstellen am Vortag des 1. Mai, das Sonnwendfeuer sowie das Wolfausläuten.

## Öffentliche Einrichtungen
Für die Sicherheit im Bereich des Brandschutzes und der Technischen Hilfe des Ortes und der Nachbardörfer ist die Freiwillige Feuerwehr Kaikenried zuständig, deren Feuerwehrhaus im Ortszentrum ist.
Es gibt des Weiteren ein Vereinsheim, das im Besitz der Gemeinde ist, und für die Vereine zur Verfügung steht. Die Sparkasse Regen-Viechtach hat in dem Gebäude ebenfalls eine Filiale. Auf dem Dach des Vereinsheim ist auch die Sirene zur Alarmierung der Feuerwehr angebracht.
Neben dem Vereinsheim liegt das sogenannte „Alte Feuerwehrhaus“ (wurde von der Feuerwehr 1969 an der gleichen Stelle des vorherigen Feuerwehrhauses gebaut und bis 1989 genutzt), hier hat der Bauhof der Gemeinde Teisnach eine Außenstelle. Die gleichen Räumlichkeiten nutzt der örtliche Brieftaubenverein.
Ebenfalls im alten Feuerwehrhaus hat der Gartenbauverein eine Obstpresse installiert, wo im Herbst auch für Nicht-Vereinsmitglieder regelmäßig Most gepresst werden kann.

## Energie
Nachdem bereits im Januar 2006 ein von Kaikenrieder Bürgern gebaute Hackschnitzelheizung in Teisnach in Betrieb ging, bauten selbige in Kaikenried eine Hackschnitzelheizung mit 300 kW-th Leistung. Diese ging im Dezember 2006 ans Netz. Im Juni 2010 folgte eine Biogasanlage mit Kraft-Wärme-Kopplung. An das lokale Wärmenetz sind neben dem Landromantik Wellness Hotel Oswald, die Gastwirtschaft im Ortskern, das Fitnessstudio Muskelkater, zwei Gemeinde-Gebäude (die Obstpresse und das Vereinsheim mit Sparkasse), ein Mietshaus mit 7 Wohnungen und 11 Einfamilienhäuser angeschlossen.

## Partnerschaft
Kaikenried unterhält freundschaftliche Beziehungen zu der ostwestfälisch-lippischen Stadt Barntrup. Im Jahre 1964 schenkte die Gemeinde Kaikenried der damals neu gegründeten katholischen Gemeinde in Barntrup Kirchenglocken, die die Fertigstellung der ersten, dortigen katholischen Kirche seit 400 Jahren vollendeten.

## Mit Kaikenried verbunden
- Alois Kölbl (1884–1957), Musiktexter
- Alois Achatz (* 1964), Künstler
- Michael Seitz (* 1976 in München), Autor („Die verlorenen Kinder“) in Kaikenried aufgewachsen